# جوني كاوكو
جوني كاوكو (بالفنلندية: Joni Kauko)‏ (12 يوليو 1990 بهلسنكي في فنلندا - ) هو لاعب كرة قدم فنلندي في مركز الوسط. شارك مع منتخب فنلندا تحت 17 سنة لكرة القدم ومنتخب فنلندا تحت 19 سنة لكرة القدم ومنتخب فنلندا تحت 21 سنة لكرة القدم ومنتخب فنلندا لكرة القدم. أما مع النوادي، فقد لعب مع إف إس في فرانكفورت وإنتر توركو وإنيرجي كوتبوس ونادي لاهتي.

## وصلات خارجية
- جوني كاوكو على موقع الاتحاد الدولي (مؤرشف)  (الإنجليزية)
- جوني كاوكو على موقع الاتحاد الأوربي (الإنجليزية)
- جوني كاوكو على موقع قاعدة بيانات كرة القدم.إي يو (الإنجليزية)
- جوني كاوكو على موقع بيانات كرة القدم. دي إي (الألمانية)
- جوني كاوكو على موقع ناشيونال فوتبول تيمز (الإنجليزية)
- جوني كاوكو على موقع Soccerbase.com (لاعب) (الإنجليزية)
- جوني كاوكو على موقع Soccerway.com (الإنجليزية)
- جوني كاوكو على موقع عالم كرة القدم.نت (الإنجليزية)